# Maćeha
Maćeha je meksička telenovela koja se počela emitirati 7. veljače 2005., a završila 29. srpnja iste godine. Serija je bila vrlo uspješna u Meksiku, a i u drugim zemljama gdje se emitirala.

## Radnja
Tko je ubio Patriciju? To je pitanje koje je María sebi iznova postavljala dok je služila doživotnu kaznu u zatvoru na Arubi, nepravedno optužena za Patricijinu smrt. Grupa bliskih prijatelja je prije dvadeset godina otputovala na krstarenje gdje je i počinjeno Patricijino ubojstvo. Maria biva nepravedno optužena i osuđena na suđenje doživotne kazne. Napuste je svi, pa čak i njen muž Esteban koji ne vjeruje da je nevina. 
Esteban kaže i njihovoj tada maloj djeci da im je majka umrla. Sada kad je Esteban na pragu da se ponovo oženi, njegova djeca mu to nedopuštaju, jer ne žele maćehu niti bilo koga tko bi zauzeo mjesto njihove majke. Nakon dvadeset godina zbog primjernog ponašanja Mariju puste iz zatvora. Ona tada odluči vratiti se u Meksiko, vratiti svoju djecu Hectora i Estrellu i pronaći pravog Patricijinog ubojicu. Čekaju je teški dani, djeca koja je ne prepoznaju, muž koji je neljubazan prema njoj, grupa osumnjičenih prijatelja koji ne žele da se sazna prava istina i povrh svega Leonel, Patricijin sin se zaljubljuje u nju.
Osumnjičeni su redom: narcisoidna Alba i dobroćudna Carmela, dvije sestre, ujedno i Estebanove tete, zatim bračni par Demetrio i Daniela, te još jedan par, Fabiola i Bruno i ambiciozni starac Sevando. Osim njih, i sam Esteban je jedan osumnjičenih. No, tko je pravi ubojica? Tko je prije 20 godina ubio Patriciju i dopustio da Maria krene nedužna u zatvor?
Maria istražuje tko je ubio Patriciju i usput pokušava vratiti svoju djecu tako da se ponovo uda za Estebana. Nedugo zatim Servando je ozbiljno bolestan i pravi Patricijin ubojica ga uguši jastukom jer Servando otkrije tko je ta osoba. Osim njega, i svećenik zna istinu. Stoga ga ubojica pokuša ubiti. No spletom sudbine Marijin odvjetnik Luciano se tamo nađe i ubojica ga upuca.
Nedugo nakon toga otkrije se da su svi osumnjičeni imali motiv da ubiju Patriciju. Mariju navodno pozove Vivian, njezina prijateljica iz zatvora, da dođe u jednu zgradu, dok je to zapravo zvao ubojica da je namami pa da je može ubiti. Spasi je Esteban, ali se otkrije da je ubojica žena jer nosi crvene štikle. Maria otkrije da i Daniela, Fabiola, Carmela i Alba imaju iste te štikle.
Maria i Leonel, Patricijin sin odlaze na Arubu otkriti tko je ubojica i nađu jednog svjedoka, radnika u hotelu u kojem su odsjeli Maria i njezini prijatelji prije 20 godina koji je vidio s leđa Patricijinog ubojicu i otkriva im da je to Daniela. Nedugo zatim ubojica ubije tog radnika.
Ana Rosa, Danielina nećakinja i bivša Estebanova zaručnica, otkriva kasetu na kojoj ubojica ubija Patricju. Zove tetu da se dogovore na jedno mjesto kako bi joj pokazala pravog ubojicu. Po tome znamo da Daniela nije pravi ubojica. No ubojica sazna za kasetu i pretvarajući se da je Daniela, pozove Anu Rosu na napušteno skladište, ubije je i uzme joj kasetu. Tada se otkriva da je pravi ubojica Demetrio, koji se oblačio kao Daniela da bi je osumnjičio.
Esteban je osuđen na smrtnu kaznu zbog ubojstva Patricije. Ali Maria donese kasetu koja oslobodi Estebana. U kući San Roman, Alba zatoči Hectora i Estrellu uz pomoć služavke Rebece, koja je traži mnogo novca, te Alba u njezino vino stavi otrov za štakore, otruje je i ona umire. Demetrio dolazi s policijom u kuću po Albu, te se ona baci s krova kuće i nedugo zatim umire. Demetrio joj prizna da je on pravi ubojica.
Maria navodno dobije poziv od Danijele da dođe u njezinu kuću. Kada tamo dođe, vidi Fabiolu i Bruna zavezanog te joj se tada otkrije Demetrio i ona sazna da je on pravi Patricijin ubojica. Dolaze Hector i Estrella ali on bježi i dolazi u Marijinu kuću i skoro je ubije. Zatim je poslan u zatvor. Na kraju se održava Marijino i Estebanovo, Estrellino i Grecovo, Hectorovo i Vivianino, Angelovo i Almino, i Leonelovo i Lupitino vjenčanje.

## Zanimljivosti
- Pri sredini serije, kad se održavala revija Marijinog nakita, gledatelji su u publici mogli zamijetiti meksičke glumice Lourdes Munguiu, Helenu Rojo i Frances Ondivielu, a voditelj cijele revije je bio glumac Alfredo Adame.
- Snimljen je i jednosatni specijal La Madrastra: Años despues (Maćeha: Godinama poslije) koji je emitiran samo u Meksiku. Specijal je prikazivao većinu likova s njihovom djecom, te Demetrijev bijeg iz zatvora. Malu ulogu u specijalu imala je i Alejandra Barros.
- Godine 2007. telenovela je reprizirana u terminu 18:00. Zbog slabije gledanosti od očekivane, autor serije Salvador Mejia Alejandre je odlučio promijeniti posljednjih 10 epizoda. Javnosti je obznanio kako će pravi ubojica biti promijenjen. U verziji iz 2005. ubojica je bio Demetrio, a u verziji iz 2007. ubojica je bila Fabiola.
- Iako je telenovela bila nominirana na Televisinim nagradama Tv y Novelas u dosta kategorija, osvojila je samo dvije nagrade: Mauricio Aspe osvojio je nagradu za najboljeg mladog glumca, a Edgar Ramirez i Eric Morales dobili su nagradu za najbolju režiju. Većinu nagrada je te godine osvojila Zora.
- Laura Pausini otpjevala je naslovnu pjesmu Viveme, a i sama se pojavila u jednoj epizodi telenovele.

## Uloge
| Glumac/ica                | Lik                        |
| ------------------------- | -------------------------- |
| Victoria Ruffo            | María Fernandez Acuña      |
| Cesar Evora               | Esteban San Román          |
| Jacqueline Andere         | Alba San Román †           |
| Guillermo Garcia Cantu    | Demetrio Rivas             |
| Sabine Moussier           | Fabiola Mendizabal         |
| Rene Casados              | Bruno Mendizabal           |
| Margarita Isabel          | Carmela San Román          |
| Cecilia Gabriela          | Daniela Rivero             |
| Ana Lajevska              | Estrella San Román         |
| Mauricio Aspe             | Hector San Román           |
| Ana Martín                | Socorro Montes             |
| Martha Julia              | Ana Rosa Rivero †          |
| Eduardo Capetillo         | Leonel Ibañez              |
| Michelle Vieth            | Vivian Sousa               |
| Miguel Angel Biaggio      | Angel San Román            |
| Lorenzo de Rodas          | Servando Maldonado †       |
| Joaquín Cordero           | Otac Belisario             |
| Arturo Garcia Tenorio     | Leonardo "Da Vinci" Montes |
| Carlos Bonavides          | El Pulpo                   |
| Jose Luis Resendez        | Greco Montes               |
| Mariana Rios              | Lupita Montes              |
| Sergio Mayer              | Carlos †                   |
| Patricia Reyes Spindola   | Venturina                  |
| Ximena Herrera            | Alma                       |
| Liza Willert              | Rebeca †                   |
| Rocio Cardenas            | Angelica                   |
| Manuel Medina             | El Cadenas                 |
| Andres Marquez            | El Panzas                  |
| Raul Sebastian Villarreal | El Greñas                  |
| Joustein Roustand         | El Huesos                  |
| Santiago Hernandez        | El Pulgarcito              |
| Stephanie Gerard          | Maggy                      |
| Alberto Chavez            | Arnoldo                    |
| Miguel Angel Fuentes      | Fausto                     |

### Gostujuće uloge
| Glumac/ica          | Lik               |
| ------------------- | ----------------- |
| Montserrat Oliver   | Patricia Ibañez † |
| Archie Lanfranco    | Luciano †         |
| Irma Serrano        | La Duquesa        |
| Marcelo Buquet      | Gerardo Salgado   |
| Maria Luisa Alcala  | Fanny             |
| Diana Golden        | Diana             |
| Pilar Pellicer      | Sonia             |
| Sergio Catalan      | Flavio Marinelli  |
| German Gutierrez    | Huerta            |
| Mario Casillas      | Rene Ruben        |
| Mariana Karr        | čuvarica zatvora  |
| Juan Ignacio Aranda | sudac na Arubi    |
| Lourdes Munguia     | Lourdes Munguia   |
| Helena Rojo         | Helena Rojo       |
| Frances Ondiviela   | Frances Ondiviela |
| Alfredo Adame       | Alfredo Adame     |

## Vanjske poveznice
- Službene stranice Maćehe  Arhivirana inačica izvorne stranice od 29. kolovoza 2006. (Wayback Machine)